# Bromley Peak
Bromley Peak är en bergstopp i Antarktis. Den ligger i Östantarktis. Nya Zeeland gör anspråk på området. Toppen på Bromley Peak är 1 884 meter över havet, eller 91 meter över den omgivande terrängen. Bredden vid basen är 0,93 km.
Terrängen runt Bromley Peak är kuperad åt nordväst, men åt sydost är den bergig. Trakten är obefolkad. Det finns inga samhällen i närheten. 